# Vyacheslav Constantinovich da Rússia
Vyachelav Constantinovich da Rússia (13 de julho de 1862 - 27 de fevereiro de 1879) foi um membro da família Romanov, filho do grão-duque Constantino Nikolaevich da Rússia e da sua esposa, a grã-duquesa Alexandra Iosifovna.

## Biografia
Vyacheslav, que tinha a alcunha de "Slava" foi o mais novo e favorito filho da família Constantinovich, um ramo da família Romanov. Ele era alto e costumava brincar com a situação, dizendo que, quando morresse, o seu caixão ficaria preso na porta do Palácio de Mármore, o que acabou, de facto, por acontecer.
Aos 16 anos, ele queixou-se subitamente de uma forte dor de cabeça e de se sentir doente. Deitou-se na cama com um ícone ortodoxo com a sua família a fazer os possíveis para o ajudar a respirar. Morreria uma semana depois com uma inflamação cerebral. A sua mãe disse mais tarde que tinha visto o fantasma de uma senhora branca na galeria de arte do Palácio de Pavlovsk no dia anterior à doença de Vyacheslav e interpretou a aparição como uma portadora da morte.
O seu irmão mais velho, o grão-duque Constantino Constantinovich, recordou mais tarde que, enquanto caminhava na procissão do funeral de Vyacheslev, lhe veio à memória o facto de o irmão gostar de desenhar cortejos funerários com grande detalhe.